# Plotselinge stratosferische opwarming
Een plotselinge stratosferische opwarming (PSO), (Engels: 'Sudden stratospheric warming', SSW) is een meteorologische gebeurtenis waarbij de polar vortex van westenwinden op het winterhalfrond afremt of zelfs omkeert binnen een tijdsbestek van een aantal dagen. De verandering gaat gepaard met het toenemen van de temperatuur met enkele tientallen graden Celsius op stratosferische hoogte.

## Geschiedenis
De eerste doorlopende metingen aan de stratosfeer werden gedaan door Richard Scherhag in 1951. Hij gebruikte radiosondes om temperatuurmetingen van de bovenste laag van de stratosfeer (ongeveer 40 km hoogte) te maken. Hij observeerde de eerste plotselinge stratosferische opwarming op 27 januari 1952. Na zijn ontdekking verzamelde Scherhag een aantal meteorologen, met als doel om de stratosfeer te observeren aan de Vrije Universiteit van Berlijn. Deze groep bracht de temperatuur en geopotentiële hoogte van de bovenste laag van de stratosfeer in kaart door middel van radiosondes en raketsondes. In 1979, aan de start van het satelliettijdperk, namen meteorologische metingen in aantal toe. Ondanks dat satellieten vooral voor de troposfeer gebruikt werden, namen ze ook metingen af voor de stratosfeer. Tegenwoordig worden zowel satellieten als radiosondes gebruikt om aan de stratosfeer te meten.

## Classificatie en beschrijving
In het algemeen wordt door meteorologen een PSO in een van drie verschillende categorieën opgedeeld: major (groot), minor (klein), en final (laatste). Als uitgangspunt wordt de temperatuur op 10 hPa gebruikt.

### Major (groot)
Plotselinge stratosferische opwarmingen worden groot (major) genoemd als de westenwinden op 60 N en 10 hPa (Geopotentiële hoogte) omdraaien, oftewel oostelijk worden. Een volledige ontwrichting van de polar vortex treedt op en de vortex zal zich splitsen, of zal verdrongen worden van haar normale locatie op de pool.
Volgens de Commissie voor Atmosferische Wetenschappen van de Wereld Meteorologische Organisatie (Mclnturff, 1978):

a stratospheric warming can be said to be major if at 10 mb or below the latitudinal mean temperature increases poleward from 60 degree latitude and an associated circulation reversal is observed (that is, the prevailing mean westerly winds poleward of 60 latitude are succeeded by mean easterlies in the same area).

Een stratosferische opwarming wordt een 'major' genoemd als op 10 mb of lager de gemiddelde temperatuur richting de pool toeneemt vanaf de 60e breedtegraad, mits een daarbij horende omdraaiende circulatie wordt waargenomen (dat is wanneer in eenzelfde gebied de normaal gesproken heersende westenwinden worden overtroefd door oostenwinden).
— Mclnturff, 1978

### Minor (klein)
Kleine (minor) plotselinge stratosferische opwarmingen zijn gelijkend aan grote. Kleine zijn echter minder ingrijpend; de westenwinden nemen wel af, maar worden niet volledig een halt toegeroepen. Om die reden wordt bij een kleine plotselinge stratosferische opwarming nooit een ineenstorting van de polar vortex waargenomen.
Mclnturff stelt:

a stratospheric warming is called minor if a significant temperature increase is observed (that is, at least 25 degrees in a period of week or less) at any stratospheric level in any area of winter time hemisphere. The polar vortex is not broken down and the wind reversal from westerly to easterly is less extensive.

Een stratosferische opwarming wordt tot de kleine gerekend als, in de winter, op welke hoogte in de hemisfeer dan ook, een aanzienlijke toename in de temperatuur wordt waargenomen (ten minste 25 graden in een tijdsbestek van een week of minder). De polar vortex breekt niet en de omkeer van de westenwind is minder omvangrijk.
— Mclnturff, 1978

### Final (laatste)
De jaarcyclus van de stratosferische stromen bestaat uit twee fasen. In de winterfase is de gemiddelde stroming westelijk en in de zomerfase juist oostelijk. Een laatste (final) opwarming vindt plaats vlak voor de overgang van winter naar zomer. De polar vortex-winden draaien om, maar draaien niet terug om totdat de volgende winterfase zich aandoet. Dit is omdat de stratosfeer dan reeds de zomerfase heeft aangedaan. Het verschijnsel heet de laatste stratosferische opwarming omdat stratosferische opwarmingen niet in de zomer voor kunnen komen.

## Optreden
Op het noordelijk halfrond komen iedere winter gemiddeld enkele kleine plotselinge stratosferische opwarmingen voor. Een grote treedt ongeveer eens per twee jaren op. Aanleiding voor grote plotselinge stratosferische opwarmingen op het noordelijk halfrond is dat bergketens, en de verschillen tussen de luchttemperaturen boven land en zee lange Rossby-golven (golfgetal 1 of 2) veroorzaken in de troposfeer. Deze golven dringen door tot in de stratosfeer en verstoren daar de windcirculatie, door deze af te remmen. De golven veroorzaken ook een toename in luchttemperatuur van het noordpoolgebied. Dit is de reden dat grote plotselinge stratosferische opwarmingen vrijwel alleen op het noordelijk halfrond voorkomen. Op het zuidelijk halfrond is er tussen ongeveer 45°ZB en 70°ZB vrijwel geen sprake van afwisseling tussen landmassa's met bergketens en oceanen, er is enkel een watermassa. Enkele uitzonderingen op het zuidelijk halfrond zijn:
- In 2002 ontstond een grote plotselinge stratosferische opwarming op het zuidelijke halfrond.[3] Tot nog toe is deze gebeurtenis onverklaarbaar onder meteorologen.
- In september 2019 deed zich een opwarming van geringere omvang voor boven het zuidelijk halfrond[4][5]

## Effecten op het weer
Ondanks dat plotselinge stratosferische opwarmingen vooral op planetaire schaal hun oorsprong vinden, hebben ze indirect ook een substantiële invloed op het weer in de biosfeer. Na een plotselinge stratosferische opwarming draaien de winden op grote hoogte om van richting. De oostenwinden die dan ontstaan dalen dan in de atmosfeer en reduceren de snelheid van de straalstromen, vaak gevolgd door het aantrekken van oostenwinden aan het aardoppervlak. In de weken na een PSO komen koude-uitbraken aan de grond vaker voor. Waar een koude-uitbraak plaatsvindt is afhankelijk van de positie van de drukgebieden. Dit kan in Europa zijn, maar ook in Noord-Amerika of Rusland.
Een goed voorbeeld van een koud verloop van de winter na een PSO met een splitsing van de Poolwervel is eind februari 2018 en maart 2018. In februari 2018 vond er een PSO plaats waarna er zich vanaf 20 februari een sterk hogedrukgebied vormde boven Scandinavië. In Nederland zorgde dit voor een vorstperiode van 25 februari tot 3 maart. Ook in het midden van maart werd het nog flink koud. In januari 2019 vond er ook een PSO plaats met als gevolg een splitsing van de Poolwervel. Februari 2019 was echter een zeer warme maand met 6,1 graden gemiddeld door een hogedrukgebied dat zich boven Centraal-Europa bevond. Een PSO hoeft niet altijd voor winterweer te zorgen.
In de winter van 2020-2021 deed zich in de eerste week van januari een PSO boven de Noordpool voor. Op 14 januari werd deze door het KNMI gemeld. Uiteindelijk leidde dit tot een hogedrukgebied op de Noordelijke IJszee aan het aardoppervlak, dat van 30 januari tot en met 12 februari een luchtdrukwaarde van 1050 hPa of hoger bereikte. Op 10 en 11 februari was de luchtdruk tussen de Beaufortzee en de geografische Noordpool met 1065 hPa ongewoon hoog. Door een lagedrukzone die zich ten zuiden van Nederland bevond, was er tussen 7 en 14 februari sprake van een vorstperiode.
In de eerste 45 dagen na een PSO zijn gemiddeld 3 ijsdagen in de Bilt tegenover een langjarig gemiddelde van 2 ijsdagen. De verschillen zijn groot, in januari 2019 na de PSO werden er 2 ijsdagen gemeten, terwijl in 2013 13 ijsdagen geteld werden in de eerste 45 dagen na de PSO. In 2021 waren dit er 7.

## Verder lezen (Engels)
- Dowdy, Andrew (2004). The large-scale dynamics of the mesosphere-lower thermosphere during the Southern Hemisphere stratospheric warming of 2002. Geophys. Res. Lett 31: L14102. DOI: 10.1029/2004GL020282.
- Dowdy, Andrew (2007). Polar mesosphere and lower thermosphere dynamics:2. Response to sudden stratospheric warmings. J. Geophys. Res 112: D17105. DOI: 10.1029/2006JD008127.
- Matsuno, Taroh (1971). A Dynamical Model of the Stratospheric Sudden Warming. Journal of the Atmospheric Sciences 28 (8): 1479–94. DOI: <1479:ADMOTS>2.0.CO;2 10.1175/1520-0469(1971)028<1479:ADMOTS>2.0.CO;2.
- McGuirk, James P., Douglas, Donald A. (1988). Sudden Stratospheric Warming and Anomalous U.S. Weather. Monthly Weather Review 116: 162. DOI: <0162:SSWAAU>2.0.CO;2 10.1175/1520-0493(1988)116<0162:SSWAAU>2.0.CO;2.
- Liu, H.-L., Roble, R. G. (2002). A study of a self-generated stratospheric sudden warming and its mesospheric–lower thermospheric impacts using the coupled TIME-GCM/CCM3. Journal of Geophysical Research 107: 4695. DOI: 10.1029/2001JD001533.
- Limpasuvan, Varavut, Thompson, David W. J., Hartmann, Dennis L. (2004). The Life Cycle of the Northern Hemisphere Sudden Stratospheric Warmings. Journal of Climate 17 (13): 2584–96. DOI: <2584:TLCOTN>2.0.CO;2 10.1175/1520-0442(2004)017<2584:TLCOTN>2.0.CO;2.
- Manney, Gloria L., Krüger, Kirstin, Sabutis, Joseph L., Sena, Sara Amina, Pawson, Steven (2005). The remarkable 2003–2004 winter and other recent warm winters in the Arctic stratosphere since the late 1990s. Journal of Geophysical Research 110: 4107. DOI: 10.1029/2004JD005367.
- Nakagawa, Ken I., Yamazaki, Koji (2006). What kind of stratospheric sudden warming propagates to the troposphere?. Geophysical Research Letters 33 (4): 4801. DOI: 10.1029/2005GL024784.
- Taguchi, Masakazu, Hartmann, Dennis L. (2006). Increased Occurrence of Stratospheric Sudden Warmings during El Niño as Simulated by WACCM. Journal of Climate 19 (3): 324. DOI: 10.1175/JCLI3655.1.
- Charlton, Andrew J., Polvani, Lorenzo M. (2007). A New Look at Stratospheric Sudden Warmings. Part I: Climatology and Modeling Benchmarks. Journal of Climate 20 (3): 449. DOI: 10.1175/JCLI3996.1.
- Charlton, Andrew J., Polvani, Lorenzo M., Perlwitz, Judith, Sassi, Fabrizio, Manzini, Elisa (2007). A New Look at Stratospheric Sudden Warmings. Part II: Evaluation of Numerical Model Simulations. Journal of Climate 20 (3): 470. DOI: 10.1175/JCLI3994.1.
- Peters, Dieter, Vargin, Pawel, Körnich, Heiner (2007). A Study of the zonally asymmetric tropospheric forcing of the austral vortex splitting during September 2002. Tellus A 59 (3): 384–94. DOI: 10.1111/j.1600-0870.2007.00228.x.
- Stan, Cristiana, Straus, David M. (2009). Stratospheric predictability and sudden stratospheric warming events. Journal of Geophysical Research 114: 12103. DOI: 10.1029/2008JD011277.
- Matthewman, N. J., Esler, J. G., Charlton-Perez, A. J., Polvani, L. M. (2009). A New Look at Stratospheric Sudden Warmings. Part III: Polar Vortex Evolution and Vertical Structure. Journal of Climate 22 (6): 1566. DOI: 10.1175/2008JCLI2365.1.
- Evers, L. G., Siegmund, P. (2009). Infrasonic signature of the 2009 major sudden stratospheric warming. Geophysical Research Letters 36 (23): 23808. DOI: 10.1029/2009GL041323.
- Martineau, Patrick, Son, Seok-Woo (2010). Quality of reanalysis data during stratospheric vortex weakening and intensification events. Geophysical Research Letters 37 (22): n/a. DOI: 10.1029/2010GL045237.
- Peters, D. H. W., Vargin, P., Gabriel, A., Tsvetkova, N., Yushkov, V. (2010). Tropospheric forcing of the boreal polar vortex splitting in January 2003. Annales Geophysicae 28 (11): 2133. DOI: 10.5194/angeo-28-2133-2010.
- Fuller-Rowell, Tim, Akmaev, Rashid, Wu, Fei, Fedrizzi, Mariangel, Viereck, Rodney A. (2011). Did the January 2009 sudden stratospheric warming cool or warm the thermosphere?. Geophysical Research Letters 38 (18): n/a. DOI: 10.1029/2011GL048985.
- Ayarzagüena, Blanca, Langematz, Ulrike, Serrano, Encarna (2011). Tropospheric forcing of the stratosphere: A comparative study of the two different major stratospheric warmings in 2009 and 2010. Journal of Geophysical Research 116: 18114. DOI: 10.1029/2010JD015023.
- Liu, Huixin, Doornbos, Eelco, Yamamoto, Mamoru, Tulasi Ram, S. (2011). Strong thermospheric cooling during the 2009 major stratosphere warming. Geophysical Research Letters 38 (12): n/a. DOI: 10.1029/2011GL047898.
- Sun, Lantao, Robinson, Walter A., Chen, Gang (2012). The Predictability of Stratospheric Warming Events: More from the Troposphere or the Stratosphere?. Journal of the Atmospheric Sciences 69 (2): 768–83. DOI: 10.1175/JAS-D-11-0144.1.
- Gómez-Escolar, M., Fueglistaler, S., Calvo, N., Barriopedro, D. (2012). Changes in polar stratospheric temperature climatology in relation to stratospheric sudden warming occurrence. Geophysical Research Letters 39 (22): n/a. DOI: 10.1029/2012GL053632.
- Ripesi, P., Ciciulla, F., Maimone, F., Pelino, V. (2012). The February 2010 Artcic Oscillation Index and its stratospheric connection.. Quarterly Journal of the Royal Meteorological Society 138 (669): 1961. DOI: 10.1002/qj.1935.